# Republiek Molossia
De Republiek Molossia (Republic of Molossia), is een micronatie opgericht door Kevin Baugh gelegen nabij Dayton in de Amerikaanse staat Nevada. De republiek heeft zichzelf onafhankelijk verklaard maar is niet officieel erkend door de Verenigde Naties of enig ander land in de wereld.
Het land bestaat uit het huis van Kevin Baugh (ook wel bekend als "the Government House"), met een oppervlakte van 40 m², evenals een omliggend stuk grond van 5.000 m² die als een enclave ligt in de staat Nevada. Naast dit bezit claimde de republiek ook een gebouw in de staat Pennsylvania. Het land is oorspronkelijk begonnen als een kinderproject, maar groeide uit tot een daadwerkelijk territorium in de late jaren 1990. De naam Molossia komt van het Spaanse morro wat "kleine rotsheuvel" betekent. De naam heeft niks te maken met de oudgriekse stam de Molossen.

## Geschiedenis

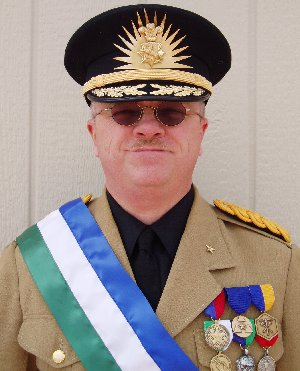
President Kevin Baugh

Op 3 september 1999 richtte Baugh de Republiek Molossia op als gevolg van zijn in zijn kindertijd zelfbedachte rijk, "Grote Republiek Vuldstein". Hij benoemde zichzelf vervolgens tot president van het land.
Op 13 november 2012 stelde Baugh een petitie op de website van het Witte Huis op: Whitehouse.gov voor de erkenning van de micronatie. Deze petitie ontving echter niet genoeg handtekeningen voor geldigheid.
Op 11 april 2015 hield Baugh een evenement in de centrale bibliotheek van Anaheim in de staat Californië. Micro-Con werd gehouden om media-aandacht te verkrijgen voor micronaties.
Op 16 april 2016 verzorgde Baugh een tour door zijn land, gesponsord door de website Atlas Obscura.

## Territorium

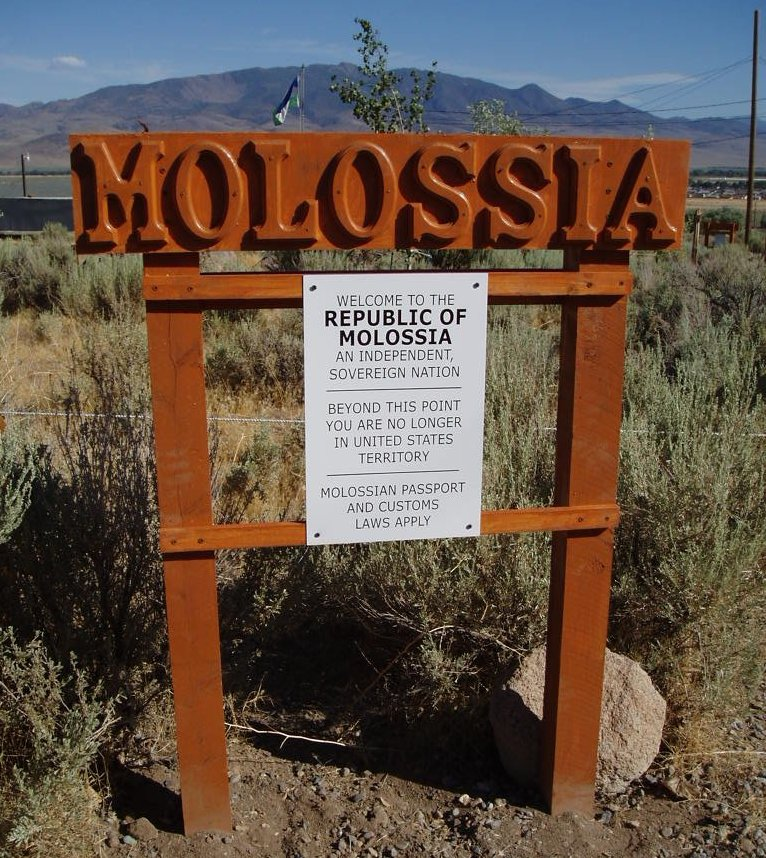
Grensbord in Harmony province

Molossia bestaat uit twee bezittingen (voorheen drie) die eigendom zijn van Baugh. De bezittingen liggen in de Verenigde Staten en hebben een totale oppervlakte van ongeveer 2,5 ha.

#### Harmony province
Harmony province ligt nabij de stad Dayton in Nevada en is het kleinste territorium van de republiek met een oppervlakte van ongeveer 4000 m². Harmony province is de plaats waar Baugh's familie voornamelijk woont en de plaats waar de aangewezen hoofdstad Baughston is gelegen. Op 30 juli 2013, op de 51e verjaardag van Kevin Baugh, heeft deze naam de naam van het dorp Espera vervangen. Volgens de Verenigde Staten woont Baugh echter op het volgende adres: 226 Mary Lane Road, Dayton, NV 89403.

#### Protectoraat New Antrim
Protectoraat New Antrim was een voormalig onderdeel van de republiek en lag in de staat Pennsylvania. Dit territorium was de grootste van de drie met een oppervlakte van 3,2 ha en was vernoemd naar County Antrim in Noord-Ierland en had zijn eigen gouverneur, admiraal Hess. Het gebied wordt tegenwoordig niet meer geclaimd door Molossia.

#### Farfalla & Desert Homestad Province
In augustus 2003, kocht Baugh een klein stuk onbewoond land in Noord-Californië. Dit gebied werd de kolonie Farfalla. Het stuk land werd verkocht in 2005, toen Baugh land erfde die hij de Desert Homestead Province noemde. Dit gebied, gelegen in Zuid-Californië was vroeger eigendom van zijn grootvader die op het stuk land is vertegenwoordigd met een "Nationaal monument". Uiteindelijk in begin 2015, werd bekend dat de kolonie Farfalla wederom onderdeel werd van Molossia.

#### Vesperia
Vesperia is de naam van een claim van Molossia van 130.000 km² op de planeet Venus.

#### Neptune Deep
Als laatste, heeft Molossia nog een claim op een plaats in de Grote Oceaan, genaamd Neptune Deep. Deze claim ligt 750 kilometer ten zuidwesten van Mexico.

## Economie
Molossia verkoopt een verscheidenheid aan producten, zowel persoonlijk als online. Voorbeelden zijn huisgemaakte zeep en gesigneerde foto's van de familie Baugh. In het land worden ook cinderella postzegels geproduceerd bij de Molossia Postal and Telegraph Service.
De munteenheid van Molossia is de Valora, die is verdeeld in 100 Futtrus en afhankelijk van de kosten van Pilsbury cookie dough. Dit koekjesdeeg is opgeslagen in een bijgebouw, genaamd de Bank van Molossia. Hier worden ook de Valoria munten gemaakt van fiches en worden geprinte bankbiljetten verkocht.

## Toerisme

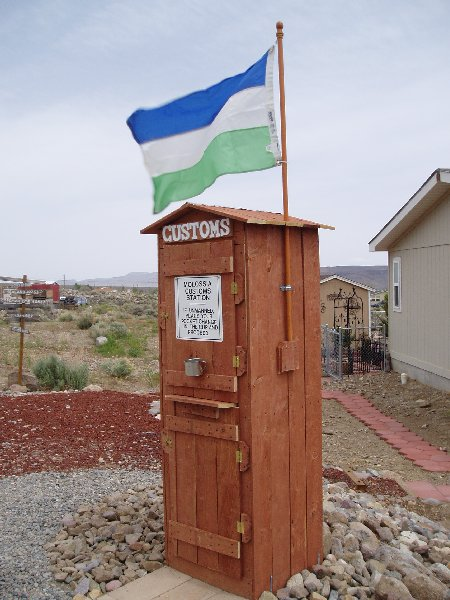
Douanepost van Molossia

In de afgelopen jaren hebben de micronatie gerelateerde kunst en landschap projecten die Baugh heeft gebouwd aandacht getrokken van buitenaf. Zo organiseert Baugh op afspraak rondleidingen door het pand. In 2008 claimde hij dat hij 15 bezoekers per jaar ontvangt. Bezoekers dienen een paspoort en kleingeld mee te nemen om te worden toegelaten. Uitzonderingen zijn bezoekers uit andere micronaties: Andorra, Liechtenstein, San Marino, Monaco, Seborga en andere landen die door Molossia worden erkend.
Het is voor bezoekers niet toegestaan om bepaalde items mee te nemen naar de republiek. Hieronder vallen onder andere tabak en gloeilampen.